# La Chaumusse
La Chaumusse è un comune francese di 383 abitanti situato nel dipartimento del Giura nella regione della Borgogna-Franca Contea.

## Società

### Evoluzione demografica
Abitanti censiti